# Fi Octantis
Fi Octantis är en vit stjärna i huvudserien i Oktantens stjärnbild.
Stjärnan har visuell magnitud +5,46 och är synlig för blotta ögat vid god seeing. Den befinner sig på ett avstånd av ungefär 195 ljusår.